# حفل افتتاح كأس العالم 2022
أُقيم حفل افتتاح كأس العالم لكرة القدم 2022 يوم الأحد 20 نوفمبر 2022 على ملعب البيت بمدينة الخور في قطر، تبع الحفل المباراة الافتتاحية للبطولة بين منتخب الدولة المُضيفة قطر ومنتخب الإكوادور. شمل الافتتاح عروضًا لعدّة مُغنين منهم الفنان القطري فهد الكبيسي والمغني الكوري الجنوبي وعضو فرقة بي تي إس جونقكوك.

## تفاصيل الحفل
تفضل الشيخ تميم بن حمد آل ثاني أمير دولة قطر بأفتتاح بطولة كأس العالم 2022  
وحضر الحفل الشيخ حمد بن خليفة آل ثاني أمير دولة قطر السابق والملك عبدالله الثاني ملك المملكة الأردنية الهاشمية الرئيس عبدالفتاح السيسي رئيس جمهورية مصر العربية والرئيس محمود عباس رئيس دولة فلسطين والرئيس رجب طيب أردوغان رئيس جمهورية تركيا والشيخ مشعل الأحمد الجابر الصباح ولي عهد دولة الكويت والشيخ محمد بن راشد آل مكتوم نائب رئيس دولة الإمارات العربية المتحدة رئيس مجلس الوزراء حاكم دبي والأمير محمد بن سلمان آل سعود ولي العهد رئيس مجلس الوزراء بالمملكة العربية السعودية بول كاغامه رئيس جمهورية رواندا والأمير الحسين بن عبدالله الثاني ولي عهد المملكة الأردنية الهاشمية والشيخ حمدان بن محمد آل مكتوم ولي عهد دبي والسيد ذي يزن بن هيثم آل سعيد وزير الثقافة والرياضة والشباب بسلطنة عمان وأنطونيو غوتيريش أمين عام الأمم المتحدة وجياني إنفانتينو رئيس الاتحاد الدولي لكرة القدم.  
شهد الحفل العديد من الدلالات الرمزية التي تُعبر عن الترحيب والكرم والضيافة في الثقافة العربية، إلى جانب العروض الموسيقية والثقافية والبصرية المعاصرة التي تستخدم لأول مرة في تاريخ البطولة، تحت ديكور على هيئة خيمة تمثل الأرض، في رسالة لدعوة العالم للقاء والتوحد. وغلب على الحفل -الذي استمر لنحو 30 دقيقة- التراث الخليجي والعربي. وتضمنت لقطة البداية استشهاد بآية من القرآن الكريم، وهي الآية 13 من سورة الحجرات، ﴿يَا أَيُّهَا النَّاسُ إِنَّا خَلَقْنَاكُمْ مِنْ ذَكَرٍ وَأُنْثَى وَجَعَلْنَاكُمْ شُعُوبًا وَقَبَائِلَ لِتَعَارَفُوا إِنَّ أَكْرَمَكُمْ عِنْدَ اللَّهِ أَتْقَاكُمْ إِنَّ اللَّهَ عَلِيمٌ خَبِيرٌ ۝١٣﴾ [الحجرات:13]، والتي تدعو إلى قبول الاختلاف والتنوع بين البشر، في إطار من السلام والمحبة، وقد ألقاها الشاب القطري غانم المفتاح برفقة الفنان الأميركي مورغان فريمان.
تضمن الحفل 7 لوحات تصويرية دمجت بين الثقافتين القطرية والعالمية، وإظهار ثقافة البلاد وقيمها وأهمية احترام الآخر، وضرورة تغيير الصورة النمطية المغلوطة عن الوطن العربي. كانت اللوحة الأولى باسم "لوحة النداء"، وفيها دقُ الهاون، والذي يرتبط باستقبال الضيوف. تلا ذلك لوحة "لتعارفوا"، والتي شارك فيها الفنان مورغان فريمان مع الشاب غانم المفتاح ليُمثلا التقارب من خلال الحوار. ثم لوحة "إيقاع الأمم"، والتي جمعت أشهر هتافات تشجيع المنتخبات الـ32 المشاركة، وسط عراضة قطرية. تلا ذلك لوحة "نوستالجيا كروية"، والتي جمعت التعويذات الرسمية السابقة تكريما للدول المستضيفة السابقة لكأس العالم. وبعدها لوحة "الحالمون"، إلى جانب الأغاني السابقة "ارحبوا" و"هيا هيا" و"قناديل السماء" من أداء الفنان القطري فهد الكبيسي وعضو فرقة "بي تي إس" (BTS) الكورية جونغ كوك. ثم لوحة "جذور الحلم"، التي عرضت فيلما تاريخيا أرشيفيا يُعرض للمرة الأولى يظهر فيه الأمير السابق الشيخ حمد بن خليفة آل ثاني وهو يلعب الكرة مع مجموعة من أصدقائه. وأخيرًا لوحة "هنا والآن"، والتي بدأت بكلمة لأمير دولة قطر الشيخ تميم بن حمد آل ثاني، وانتهت بظهور الشعار الرسمي لكأس العالم فيفا قطر 2022 على ارتفاع 15 مترا، وانتهت بعرض ألعاب نارية مميزة.

## الخلافات

### رفض البث
في ضوء مزاعم انتهاكات حقوق الإنسان الموجهة لقطر، وفضيحة الفساد التي أحاطت بكأس العالم، رفضت بي بي سي بث حفل الافتتاح.

### فنانون اختاروا عدم المشاركة
كان من المقرر مشاركة المغنية الكولمبية شاكيرا في حفل الافتتاح، إلا أنها أكدت انسحابها قبل أيام قليلة من الافتتاح. كما كان مقرراً مشاركة المغنية الإنجليزية دوا ليبا في حفل الافتتاح، لكنها نفت مشاركتها وذكرت الانتقادات الموجهة لقطر ومعارضتها لمعارضة تمثيل المثليين.